# Ilhéu de Cima
Ilhéu de Cima är en ö i Kap Verde.   Den ligger i kommunen Brava, i den sydvästra delen av landet, 120 km väster om huvudstaden Praia. Arean är 1,5 kvadratkilometer.